# オーレル・スタイン
サー・マーク・オーレル・スタイン（Sir Marc Aurel Stein）、1862年11月26日 - 1943年10月26日）は、ハンガリー生まれのイギリスの考古学者、東洋学者。中央アジアの探検調査で知られる。
名はハンガリー語ではシュテイン・マールク・アウレール（Stein Márk Aurél、[ˈʃtɛin ˈmɑ̈ːrk ˈɒure̝ːl]）と表記する。

## 生涯
オーストリア帝国（現ハンガリー）のブダペストにユダヤ系ハンガリー人として生まれた。ドレスデン大学、ブダペスト大学、ウィーン大学、ライプツィヒ大学、テュービンゲン大学大学、オックスフォード大学、ロンドン大学等で学んだ後、1888年に母校の一つロンドン大学のローリンソンの紹介により北インド（パキスタンも含む）に渡った。ラホールにある東洋学校（Oriental College）の校長が彼の当初の肩書きである。1899年には、カルカッタのカルカッタ・マドラサ（ウォーレン・ヘースティングズによって設立されたインド最古の大学）の校長となった。

### 東トルキスタンを中心とした探検
1900年、東トルキスタン地域へ第1回の探検旅行に出発する。新疆省を探検し、ホータン近郊のニヤ遺跡を発掘調査した。1904年1月には、インド古跡調査局（Archaeological Survey of India）入りをしている。1906年には第2回の探検を行い、敦煌の仏画・仏典・古文書類、いわゆる敦煌文献を持ち帰った。
1909年には、中央アジアの探検、考古学調査の功績に対して、王立地理学会から金メダル（創立者メダル）を贈られた。
1910年、業績によりC.I.E.（Companion of the Indian Empire）に、1912年にはK.C.I.E.（Kinght Commander of the Indian Empire）に叙せられ、サーを称することを許可された。1913年 - 1916年には、第3回のハラホト（モンゴル語: ᠬᠠᠷᠠ ᠬᠣᠲᠠ、転写: Khara-Khoto、中: 黑城）よりイラン東南部を経てインダス川上流に至る地域の調査旅行をおこなった。

#### 調査報告書
- Sand-buried ruins of Khotan, 1904
  - 山口静一・五代徹訳注（全訳）『砂に埋もれたホータンの廃墟』 白水社、1999年
  - 松田壽男訳（抄訳）『コータンの廃墟』 中公文庫（新版）[2]、2002年
- Ancient Khotan, 1907
- Ruins of Desert Cathay, 1912
- Serindia, 1921
- The Thousand Buddhas, 1921
- Innermost Asia : Detailed Report of Explorations in Central Asia, 1925
- On Ancient Central Asian Tracks, 1932
  - 沢崎順之助訳『中央アジア踏査記』　

白水社「西域紀行探検全集8」、1966年。新装版1984年、2000年、2004年

### 西アジアを中心とした探検
1926年、インダス川上流及びスワート川流域を調査旅行し、アレクサンドロス大王のインダス渡河地点、ウディヤーナ遺跡（カイバル・パクトゥンクワ州、デュアランド・ライン）などを調査した。1930年には、第4回の中央アジア探検を申請したが、国民政府の許可がおりなかった。同年、日本を訪問している。その後は、西アジアの調査を行い、1927年－1938年にイランを調査し、モヘンジョ・ダロおよびハラッパーのインダス文明とメソポタミア文明との関係性を実証した。1938年－1939年にシリア、ヨルダンから北西イラクにかけてのローマ長城の調査をおこなった。

#### 調査報告書
- On Alexander's Track to the Indus, 1929
  - 『アレクサンダーの道』 谷口陸男・澤田和夫訳、長澤和俊注・解説、白水社, 1984年　
  - 『アレクサンドロス古道』 前田龍彦訳、前田耕作監修、同朋舎出版, 1985年。下記を収録

アッリアノス「アレクサンドロス遠征記」訳
スタイン解説「インダスに至るアレクサンドロスの道」
ウィリアム・ウッドソープ・ターンの論考「バクトリアからインダスへ」
- Archaeological Reconnaissances in North-western India and South-western Iran, 1937
- An Archaeological Tour in the Ancient Persia, 1936
- Old Routes of Western Iran, 1940
- Wall paintings from ancient shrines in Central Asia, 1948 
  - 『中央アジア古代仏堂壁画』臨川書店、2009年。オーレル・スタイン 発掘、F・H・アンドリューズ(Fred Henry Andrews) 編・解説（原書の復刻版）

1943年10月には、カシミールよりペシャーワルを経由してアフガニスタンのカーブルに到着、バーミヤーン遺跡を始めアフガニスタンを組織的に発掘することを計画したが、そこで病没した。カーブル郊外にはスタインの墓がある。　

## 受賞歴
- 1909年：フランス文学院よりスタニスラス・ジュリアン賞、王立地理学会より金メダル
- 1934年：トーマス・ハックスリー記念賞

## 関連文献
- ジャネット・ミルスキー[3] 『考古学探検家スタイン伝』、杉山二郎ほか訳、六興出版（上下）、1984年
- ピーター・ホップカーク 『シルクロード発掘秘話』、小江慶雄・小林茂訳、時事通信社、1981年
- 深田久弥・長澤和俊 『中央アジア探検史』、白水社、新版2003年 -「スタイン」の章